# European Fantastic Film Festivals Federation
De European Fantastic Film Festivals Federation (EFFFF) is een overkoepelende vereniging van filmfestivals van fantastische, sciencefiction- en horrorfilms.
Bij deze federatie zijn 22 filmfestivals aangesloten uit 14 landen, samen goed voor 450.000 bezoekers jaarlijks. Het doel van de federatie is het promoten van dit genre Europese films via een netwerk van festivals in Europa en met ondersteuning van festivals in Azië en de Verenigde Staten.

## Geschiedenis
De federatie werd opgericht in 1987 op initiatief van vijf filmfestivals, het Fantafestival in Rome, Fantasporto - Oporto International Film Festival, Paris International Fantastic Films Festival, Brussels International Fantastic Film Festival en het Sitges - Festival Internacional de Cinema de Catalunya. In 1998 werd de adherent member status (aanhangende lidmaatschap) gecreëerd, deze festivals nemen niet deel aan de competitie maar steunen deze wel door winnende films te vertonen en het is een opstap naar het volledig lidmaatschap (affiliated member). In 2000 werd de federatie nogmaals uitgebreid met supporting members buiten Europa. Deze steunen de Europese fantastische films door prijswinnaars te programmeren op hun festivals.

## Leden

### Affiliated members(aangesloten leden)
- Imagine Film Festival
- Brussels International Festival of Fantastic Film
- Neuchâtel International Fantastic Film Festival
- Strasbourg European Fantastic Film Festival
- Lund International Fantastic Film Festival
- Sitges - Festival Internacional de Cinema de Catalunya
- ScienceplusFiction - Trieste International Science Fiction Film Festival

### Adherent members(aanhangende leden)
- Molins de Rei Horror Film Festival
- Fanamenon - Leeds International Film Festival
- Razor Reel Flanders Film Festival
- Abertoir Horror Festival
- FanCine Málaga - Festival de Cine Fantástico
- Haapsalu Horror & Fantasy Film Festival
- Grossmann Fantastic Film &Wine Festival
- FILM4 FrightFest
- MOTELx - Lisbon International Horror Film Festival
- San Sebastian Horror & Fantasy Film Festival
- Court Métrange Festival

### Supporting members(steunende leden)
- Fantasia International Film Festival
- Puchon International Fantastic Film Festival
- Fantastic Fest
- Screamfest Horror Film Festival

## Voormalige leden
- Espoo Ciné International Film Festival (1999-2013)
- Fantasporto - Oporto International Film Festival (medeoprichter, 1987-2009)
- Fantafestival (medeoprichter, 1987-2009)
- Cinénygma Luxembourg International Film Festival (2000-2006)
- Dead by Dawn: Scotland's International Horror Film Festival (2002-2008)
- Utopiales - Festival International de Science-Fiction de Nantes (2003-2010)
- Ravenna Nightmare Film Festival (2004-2009)
- Festival international du film fantastique et de science-fiction de Paris (medeoprichter, 1987-1989)
- NatFilm Festival
- Riga International Fantasy Film Festival
- Horrorthon Film Festival

## Méliès d'Or
De Méliès d'Or is een prijs die werd gecreëerd in 1995 en wordt jaarlijks uitgereikt aan de beste Europese fantastische speelfilm en de beste Europese fantastische kortfilm, vertoond op de aangesloten festivals. De prijs is vernoemd naar de Franse filmpionier Georges Méliès.

### Speelfilms
Jaarlijks doen op de festivals van de aangesloten leden (affiliated members) een aantal films mee aan de competitie. De winnaars krijgen de Méliès d'Argent en uit deze films wordt door een internationale jury de winnaar gekozen die de Méliès d'Or ontvangt.

De winnaars:
| Jaar | Titel                     | Regisseur                              | Land                 | Méliès d'Argent                                        |
| ---- | ------------------------- | -------------------------------------- | -------------------- | ------------------------------------------------------ |
| 1996 | El dia de la bestia       | Alex de la Iglesia                     | Spanje               | Brussels International Fantastic Film Festival         |
| 1997 | Tren de sombras           | José Luis Guerín                       | Spanje               | Sitges - Festival Internacional de Cinema de Catalunya |
| 1998 | Photographing Fairies     | Nick Willing                           | Verenigd Koninkrijk  | Fantasporto - Oporto International Film Festival       |
| 1999 | Los sin nombre            | Juame Balagueró                        | Spanje               | Sitges - Festival Internacional de Cinema de Catalunya |
| 2000 | Besat                     | Anders Rønnow Klarlund                 | Denemarken           | Brussels International Fantastic Film Festival         |
| 2001 | Thomas est amoureux       | Pierre-Paul Renders                    | België Frankrijk     | Espoo Ciné International Film Festival                 |
| 2002 | Fausto 5.0                | Àlex Ollé Isidro Ortiz Carlus Padrissa | Spanje               | Espoo Ciné International Film Festival                 |
| 2003 | De grønne slagtere        | Anders Thomas Jensen                   | Denemarken           | Brussels International Fantastic Film Festival         |
| 2004 | Code 46                   | Michael Winterbottom                   | Verenigd Koninkrijk  | Sitges - Festival Internacional de Cinema de Catalunya |
| 2006 | Adams æbler               | Anders Thomas Jensen                   | Denemarken Duitsland | Brussels International Fantastic Film Festival         |
| 2007 | Princess                  | Anders Morgenthaler                    | Duitsland Denemarken | Sitges - Festival Internacional de Cinema de Catalunya |
| 2008 | Låt den rätte komma in    | Tomas Alfredson                        | Zweden               | Neuchâtel International Fantastic Film Festival        |
| 2009 | Martyrs                   | Pascal Laugier                         | Frankrijk            | Sitges - Festival Internacional de Cinema de Catalunya |
| 2010 | Buried                    | Rodrigo Cortés                         | Spanje Frankrijk     | Strasbourg European Fantastic Film Festival            |
| 2011 | Balada triste de trompeta | Álex de la Iglesia                     | Spanje Frankrijk     | Imagine Film Festival                                  |
| 2012 | Vanishing Waves           | Kristina Buozyte                       | Litouwen             | Lund International Fantastic Film Festival             |
| 2013 | Au nom du fils            | Vincent Lannoo                         | Frankrijk België     | Neuchâtel International Fantastic Film Festival        |
| 2014 | Alleluia                  | Fabrice Du Welz                        | Frankrijk België     | Lund International Fantastic Film Festival             |
| 2015 | Ich seh, Ich seh          | Veronika Franz en Severin Fiala        | Oostenrijk           |                                                        |
| 2016 | Grave                     | Julia Ducournau                        | Frankrijk            |                                                        |
| 2017 | Thelma                    | Joachim Trier                          | Noorwegen            |                                                        |
| 2018 | Climax                    | Gaspar Noé                             | Frankrijk            |                                                        |
| 2019 | In Fabric                 | Peter Strickland                       | Verenigd Koninkrijk  |                                                        |
| 2020 | Pelikanblut               | Katrin Gebbe                           | Duitsland            |                                                        |
| 2021 | Censor                    | Prano Bailey-Bond                      | Verenigd Koninkrijk  |                                                        |

### Kortfilms
In tegenstelling tot de speelfilms doen voor de competitie van de kortfilms ook de festivals mee die aanhangend lid zijn (adherent members).

De winnaars:
| Jaar | Titel                                  | Regisseur              | Land                | Speelduur | Méliès d'Argent                                                 |
| ---- | -------------------------------------- | ---------------------- | ------------------- | --------- | --------------------------------------------------------------- |
| 2002 | Oh My god!?                            | Christophe Van Rompaey | België              | 9 min     | Cinénigma Luxembourg International Film Festival                |
| 2003 | The Spook House                        | Koldo Serra            | Spanje              | 18 min    | Sitges - Festival Internacional de Cinema de Catalunya          |
| 2004 | The Last Minute                        | Nicolas Salis          | Frankrijk           | 15 min    | Fantasporto - Oporto International Film Festival                |
| 2006 | Starfly                                | Beryl Koltz            | Luxemburg           | 19 min    | Cinénygma Luxembourg International Film Festival                |
| 2007 | Sniffer                                | Bobbie Peers           | Noorwegen           | 10 min    | Utopiales - Festival International de Science-Fiction de Nantes |
| 2008 | Of Cats & Women                        | Jonas Govaerts         | België              | 12 min    | Brussels International Fantastic Film Festival                  |
| 2009 | Cold and Dry                           | Kristoffer Joner       | Noorwegen           | 12 min    | Imagine Film Festival                                           |
| 2010 | The attack of the Robots from Nebula 5 | Chema García Ibarra    | Spanje              | 6 min     | Espoo Ciné International Film Festival                          |
| 2011 | Sugar                                  | Jeroen Annokkeé        | Nederland           | 8 min     | Imagine Film Festival                                           |
| 2012 | Room 606                               | Peter Volkart          | Zwitserland         | 15 min    | Neuchâtel International Fantastic Film Festival                 |
| 2013 | Voice Over                             | Martín Roseta          | Spanje              | 10 min    | FanCine Málaga - Festival de Cine Fantástico                    |
| 2014 | The Body                               | Paul Davis             | Verenigd Koninkrijk | 19 min    | Sitges - Festival Internacional de Cinema de Catalunya          |